# Thursday (Pet Shop Boys)
Thursday è un singolo del gruppo musicale britannico Pet Shop Boys, pubblicato il 4 novembre 2013 come quarto estratto dal dodicesimo album in studio Electric.
Il brano ha visto la partecipazione del rapper britannico Example.

## Pubblicazione
Thursday è stato annunciato come singolo il 30 settembre 2013 attraverso il sito ufficiale del gruppo. Come accaduto per il singolo precedente, sono stati annunciati i tre formati differenti del singolo (CD, digitale e 12") e la data di pubblicazione, fissata al 4 novembre dello stesso anno.

## Video musicale
In contemporanea con l'annuncio del singolo, è stato pubblicato un videoclip del brano. Esso è stato girato a Shanghai e mostra il duo interpretare il brano attraverso alcuni maxi-schermi. Anche il rapper Example ha partecipato al video, interpretando anch'esso le sue parti all'interno di vari maxi-schermi.

## Tracce
CD singolo, download digitale
1. Thursday (Radio Edit) – 3:56
2. No More Ballads – 3:44
3. Odd Man Out – 3:46
4. Thursday (Tensnake Remix) – 5:58

Download digitale – remix
1. Thursday (Radio Edit) – 3:32
2. Thursday (Eddie Amador Remix) – 6:45
3. Thursday (Mindskap Remix) – 5:55

12"
- Lato A

1. Thursday (Album Mix) – 5:02
2. Thursday (Eddie Amador Main Remix) – 6:45

- Lato B

1. Thursday (Tensnake Remix) – 5:58

## Date di pubblicazione
| Paese | Data            | Formati               |
| ----- | --------------- | --------------------- |
| Mondo | 4 novembre 2013 | CD, download digitale |
| Mondo | 9 dicembre 2013 | 12"                   |